# Nokia Lumia 620
O Nokia Lumia 620 é um aparelho projetado, desenvolvido e comercializado pela Nokia. É o sucessor do Lumia 610, e é um dos primeiros smartphone a vir com o sistema operacional Windows Phone 8.

## Lançamento
O Lumia 620 foi anunciado pela Nokia em 5 de dezembro de 2012.

### Lançamento no Brasil
O Lumia 620 chegou ao Brasil em março de 2013 pelo preço inicial de R$ 899,00.

### Lançamento em Portugal
O Lumia 620 chegou a Portugal em fevereiro de 2013 pelo preço inicial de 300 euros.

## Design

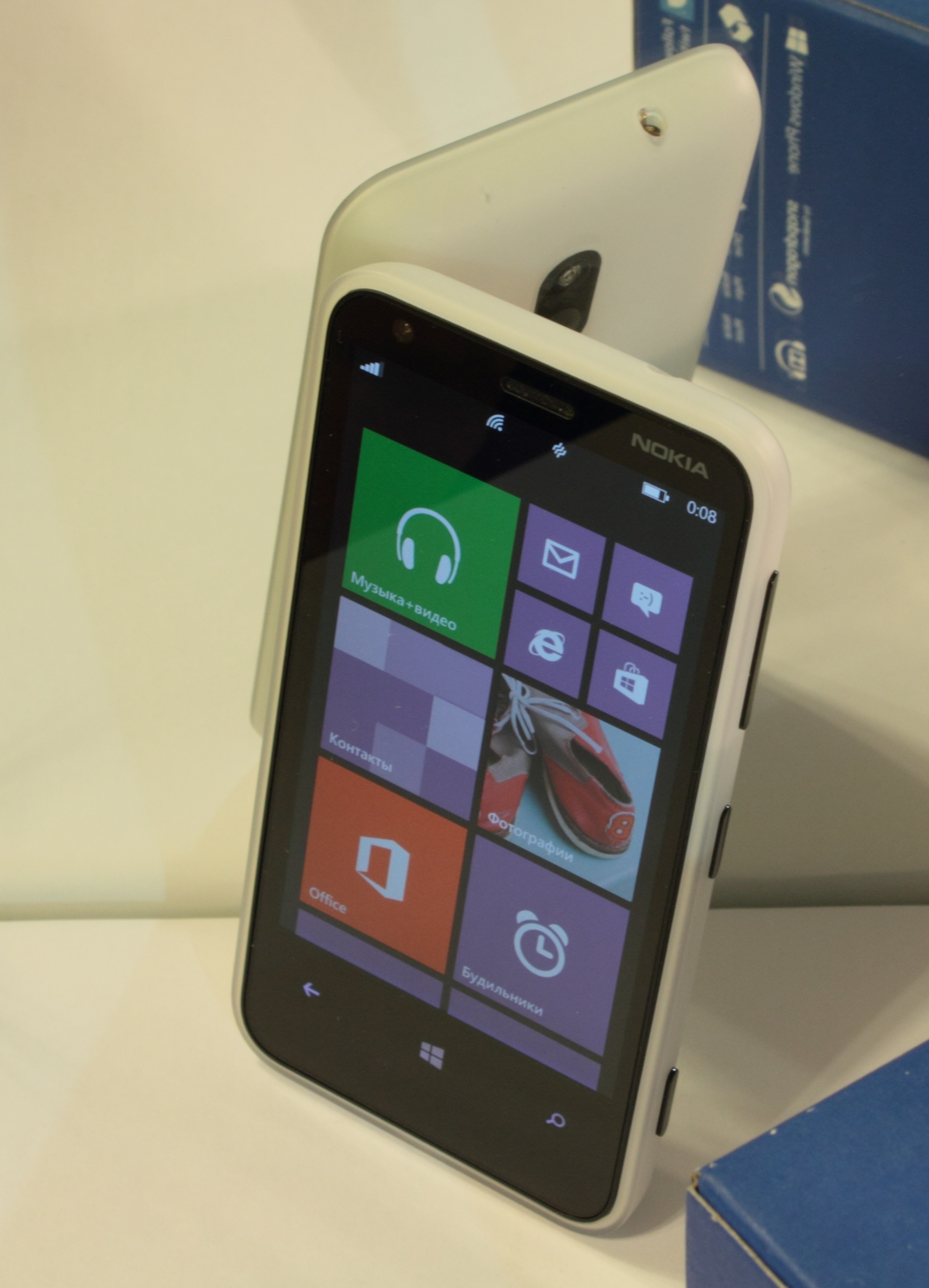

O Lumia 620 segue a tendência da fabricante finlandesa em lançar smartphones coloridos. É que o aparelho é bem gordinho. Grande parte da gordura do smartphone da Nokia está na tampa da bateria, que é feito de um plástico bem rígido e passa uma sensação de boa durabilidade. o Lumia 620 tem pegada firme. A tela, que possui 3,8 polegadas, deixa você acessar todos os cantos. A tampa da bateria é lisa. Na parte frontal, o aparelho possui tela capacitiva, câmera frontal VGA, área do sensor de proximidade, alto-falante e três botões capacitivos (voltar, início e buscar). A lateral direita tem os botões de controle de volume, liga/desliga e disparador da câmera. No topo, há um microfone para cancelamento de ruído e a entrada para fone de ouvido no padrão 3,5 mm. Na parte inferior está o conector para microUSB. Por fim, na parte traseira encontramos uma câmera de 5 megapixels com LED flash.

## Especificações

### Tela
O brilho é fortíssimo na configuração máxima, o que permite boa legibilidade mesmo sob a luz do sol. A resolução, de 480×800 pixels, resulta em uma definição de 246 pixels por polegada, que é suficiente para ver bem as grandes fontes do Windows Phone.

### Câmera
O Lumia 620 possui uma câmera de 5 megapixels com flash LED e uma câmera frontal VGA.

### Hardware e processamento
O conjunto de processamento do Lumia 620 conta com chipset Qualcomm Snapdragon S4, CPU quad-core de 1 GHz e GPU Adreno 305 e memória RAM de apenas 512MB.

### Armazenamento e Micro-SIM
O Lumia 620 usa um cartão micro-SIM. Todos os dados são armazenados na memória flash 8GB com expansão via cartão SD até 64GB.

### Energia e Bateria
- Bateria interna de íon de lítio recarregável;
- Bateria removível;
- Carga via USB do computador ou carregador de tomada;
- Tempo de conversação: Até 580 minutos;
- Tempo em espera: Até 330 horas;

### Conteúdo da caixa
- Aparelho lumia 620;
- Cabo USB Nokia;
- Carregador Nokia;
- Fone de ouvido com microfone;
- Manual de usuário.

## Personalização de cores
Há capinhas de várias cores, incluindo verde, amarelo, azul, branca, preta e rosa.